# Heegheim
Heegheim ist ein Ortsteil der Gemeinde Altenstadt im hessischen Wetteraukreis.

## Geographische Lage
Heegheim liegt nordöstlich von Altenstadt. Westlich des Ortes führt die Europastraße 41 vorbei. Ansonsten gibt es keinen Durchgangsverkehr.

## Geschichte

### Ortsgeschichte
Bereits um 1300 gab es im Dorf eine Kapelle. Die älteste bekannte schriftliche Erwähnung von Heegheim erfolgte unter dem Namen in villa site Hegehem im Jahr 1284 in einer Urkunde, die dem Kollegiatstift Mockstadt den halben Zehnt von Heegheim überlässt.
Die Kapelle wurde 1737 durch eine größere Kirche ersetzt. Sie wurde im Zweiten Weltkrieg völlig zerstört und neu aufgebaut. 1682 wurde die Schule erbaut, welche heute als Dorfgemeinschaftshaus genutzt wird.
Hessische Gebietsreform (1970–1977)
Im Zuge der Gebietsreform in Hessen wurde am 31. Dezember 1971 die bis dahin selbständige Gemeinde Heegheim auf freiwilliger Basis als Ortsteil in die Gemeinde Altenstadt eingegliedert.
Für Heegheim wurde ein Ortsbezirk gebildet.

### Verwaltungsgeschichte im Überblick
Die folgende Liste zeigt die Staaten und Verwaltungseinheiten, denen Heegheim angehört(e):

- vor 1806: Heiliges Römisches Reich, Grafschaft Isenburg-Büdingen, Amt Mockstadt
- ab 1806: Fürstentum Isenburg (Rheinbund),[Anm. 2] Amt Mockstadt
- ab 1813: Generalgouvernement Frankfurt,[Anm. 3] Amt Mockstadt
- ab 1815: Kaisertum Österreich,[Anm. 4] Amt Mockstadt
- ab 1816: Großherzogtum Hessen (Souveränitätslande),[Anm. 5] Provinz Oberhessen, Amt Mockstadt[9] (zur Standesherrschaft Isenburg gehörig)
- ab 1822: Großherzogtum Hessen, Provinz Oberhessen, Landratsbezirk Büdingen[Anm. 6][10]
- ab 1848: Großherzogtum Hessen, Regierungsbezirk Nidda
- ab 1852: Großherzogtum Hessen, Provinz Oberhessen, Kreis Büdingen
- ab 1867: Norddeutscher Bund,[Anm. 7] Großherzogtum Hessen, Provinz Oberhessen, Kreis Büdingen
- ab 1871: Deutsches Reich, Großherzogtum Hessen, Provinz Oberhessen, Kreis Büdingen
- ab 1918: Deutsches Reich,[Anm. 8] Volksstaat Hessen, Provinz Oberhessen, Kreis Büdingen
- ab 1938: Deutsches Reich, Volksstaat Hessen, Kreis Büdingen[11][Anm. 9]
- ab 1945: Amerikanische Besatzungszone,[Anm. 10] Groß-Hessen, Regierungsbezirk Darmstadt, Kreis Büdingen
- ab 1946: Amerikanische Besatzungszone, Land Hessen, Regierungsbezirk Darmstadt, Kreis Büdingen
- ab 1949: Bundesrepublik Deutschland, Land Hessen, Regierungsbezirk Darmstadt, Kreis Büdingen
- ab 1972: Bundesrepublik Deutschland, Land Hessen, Regierungsbezirk Darmstadt, Wetteraukreis, Gemeinde Altenstadt.

## Bevölkerung
Einwohnerstruktur 2011
Nach den Erhebungen des Zensus 2011 lebten am Stichtag, dem 9. Mai 2011, in Heegheim 345 Einwohner. Darunter waren 6 (1,7 %) Ausländer.
Nach dem Lebensalter waren 60 Einwohner unter 18 Jahren, 135 waren zwischen 18 und 49, 33 zwischen 50 und 64 und 15 Einwohner waren älter.
Die Einwohner lebten in 153 Haushalten. Davon waren 39 Singlehaushalte, 48 Paare ohne Kinder und 45 Paare mit Kindern, sowie 15 Alleinerziehende und 3 Wohngemeinschaften. In 27 Haushalten lebten ausschließlich Senioren und in 105 Haushaltungen leben keine Senioren.
Einwohnerentwicklung
| Heegheim: Einwohnerzahlen von 1834 bis 2021 | Heegheim: Einwohnerzahlen von 1834 bis 2021 | Heegheim: Einwohnerzahlen von 1834 bis 2021 | Heegheim: Einwohnerzahlen von 1834 bis 2021 | Heegheim: Einwohnerzahlen von 1834 bis 2021 |
| --- | ------------------------------------------- | ------------------------------------------- | ------------------------------------------- | ------------------------------------------- |
| Jahr |                                             |                                             |                                             | Einwohner                                   |
| 1834 | 1834                                        |                                             | 212                                         | 212                                         |
| 1840 | 1840                                        |                                             | 197                                         | 197                                         |
| 1846 | 1846                                        |                                             | 205                                         | 205                                         |
| 1852 | 1852                                        |                                             | 219                                         | 219                                         |
| 1858 | 1858                                        |                                             | 228                                         | 228                                         |
| 1864 | 1864                                        |                                             | 241                                         | 241                                         |
| 1871 | 1871                                        |                                             | 242                                         | 242                                         |
| 1875 | 1875                                        |                                             | 231                                         | 231                                         |
| 1885 | 1885                                        |                                             | 207                                         | 207                                         |
| 1895 | 1895                                        |                                             | 196                                         | 196                                         |
| 1905 | 1905                                        |                                             | 210                                         | 210                                         |
| 1910 | 1910                                        |                                             | 191                                         | 191                                         |
| 1925 | 1925                                        |                                             | 201                                         | 201                                         |
| 1939 | 1939                                        |                                             | 217                                         | 217                                         |
| 1946 | 1946                                        |                                             | 405                                         | 405                                         |
| 1950 | 1950                                        |                                             | 396                                         | 396                                         |
| 1956 | 1956                                        |                                             | 347                                         | 347                                         |
| 1961 | 1961                                        |                                             | 329                                         | 329                                         |
| 1967 | 1967                                        |                                             | 319                                         | 319                                         |
| 1970 | 1970                                        |                                             | 307                                         | 307                                         |
| 1980 | 1980                                        |                                             | ?                                           | ?                                           |
| 1990 | 1990                                        |                                             | ?                                           | ?                                           |
| 2000 | 2000                                        |                                             | ?                                           | ?                                           |
| 2005 | 2005                                        |                                             | 385                                         | 385                                         |
| 2010 | 2010                                        |                                             | 379                                         | 379                                         |
| 2011 | 2011                                        |                                             | 388                                         | 388                                         |
| 2015 | 2015                                        |                                             | 365                                         | 365                                         |
| 2018 | 2018                                        |                                             | 345                                         | 345                                         |
| 2021 | 2021                                        |                                             | 345                                         | 345                                         |
| Datenquelle: Historisches Gemeindeverzeichnis für Hessen: Die Bevölkerung der Gemeinden 1834 bis 1967. Wiesbaden: Hessisches Statistisches Landesamt, 1968. Weitere Quellen: LAGIS; Gemeinde Altenstadt; Zensus 2011 |                                             |                                             |                                             |                                             |

Historische Religionszugehörigkeit
| • 1961: | 265 evangelische (= 80,55 %), 63 katholische (= 19,15 %) Einwohner |

## Politik
Für Heegheim besteht ein Ortsbezirk (Gebiete der ehemaligen Gemeinde Heegheim) mit Ortsbeirat und Ortsvorsteher nach der Hessischen Gemeindeordnung.
Der Ortsbeirat besteht aus fünf Mitgliedern. Bei den Kommunalwahlen in Hessen 2021 betrug die Wahlbeteiligung zum Ortsbeirat 69,00 %. Dabei wurden gewählt: fünf Mitglieder der der Liste „Bürgerblock Heegheimt“. Der Ortsbeirat wählte Beate Weber zur Ortsvorsteherin.

## Kultur und Sehenswürdigkeiten

### Kulturdenkmäler
Siehe: Liste der Kulturdenkmäler in Heegheim

### Regelmäßige Veranstaltungen
- Faschingsumzug
- Maifest
- Kerb
- Weinfest
- Weihnachtsmarkt

### Unser Dorf hat Zukunft
- Im hessischen Landeswettbewerb Unser Dorf hat Zukunft errang das Dorf schon zwei Mal den 1. Platz.